# Haemaphysalis hyracophila
Haemaphysalis hyracophila este o specie de căpușe din genul Haemaphysalis, familia Ixodidae, descrisă de Hoogstraal, Walker și Neitz în anul 1971. Conform Catalogue of Life specia Haemaphysalis hyracophila nu are subspecii cunoscute.